# Список посадок на Місяць
Примісячення — посадка космічного апарата на Місяць. Є частиною місії з дослідження Місяця і може здійснюватися в трьох варіантах:
- Жорстка посадка — потрапляння на поверхню Місяця без засобів зменшення швидкості.
- М'яка посадка — примісячення за допомогою засобів зменшення швидкості для збереження цілісності апарата і його приладів.
- Пілотована місія — доставка людини на Місяць.

Усі успішні примісячення розподілені по трьох таблицях: жорсткі посадки, м'які посадки й пілотовані посадки. Елементи розставлені в хронологічному порядку.

## Список жорстких посадок
Жорстку посадку на Місяць застосовували на ранніх стадіях розвитку космічної техніки для відпрацювання носіїв, космічних апаратів і перевірки розрахунків, а також як завершальний етап деяких місій. Також жорстку посадку використовують у символічному сенсі, відзначаючи віху в розвитку національної техніки. До таблиці внесено успішні примісячення, здійснені згідно з програмою місії, а також невдалі м'які посадки.
| Зображення | Найменування                           | Країна                                             | Дата примісячення | Місце примісячення                                         | Опис місії                                                                                        |
| ---------- | -------------------------------------- | -------------------------------------------------- | ----------------- | ---------------------------------------------------------- | ------------------------------------------------------------------------------------------------- |
|            | Луна-2                                 | СРСР                                               | 13.09.1959        | 29,1° пн. ш., 0° зх. д. Болото Гниття (Palus Putredinis)   | Перше у світі примісячення. Доставляння вимпела із зображенням герба СРСР.                        |
|            | Рейнджер-4                             | США                                                | 26.04.1962        | 12,9° пд. ш., 129,1° зх. д.                                | Передача зображень при зближенні до зіткнення з Місяцем. Упав на Місяць, але завдання не виконав. |
|            | Рейнджер-6                             | США                                                | 02.02.1964        | 9,4° пн. ш., 21,5° сх. д. Море Спокою                      | Передача зображень при зближенні до зіткнення з Місяцем. Упав на Місяць, але завдання не виконав. |
|            | Рейнджер-7                             | США                                                | 31.07.1964        | 10,6° пд. ш., 20,61° зх. д. Море Пізнане                   | Передача зображень при зближенні до зіткнення з Місяцем.                                          |
|            | Рейнджер-8                             | США                                                | 20.02.1965        | 2,64° пн. ш., 24,77° сх. д. Море Спокою                    | Передача зображень при зближенні до зіткнення з Місяцем.                                          |
|            | Рейнджер-9                             | США                                                | 24.03.1965        | 12,79° пд. ш., 2,36° зх. д. Кратер Альфонс                 | Передача зображень при зближенні до зіткнення з Місяцем.                                          |
|            | Луна-5                                 | СРСР                                               | 12.05.1965        | 1,6° пд. ш., 25° зх. д. Море Хмар                          | Невдала м'яка посадка.                                                                            |
|            | Луна-7                                 | СРСР                                               | 07.10.1965        | 9,8° пн. ш., 47,8° зх. д. Океан Бур                        | Невдала м'яка посадка.                                                                            |
|            | Луна-8                                 | СРСР                                               | 06.12.1965        | 9,6° пн. ш., 62° зх. д. Океан Бур                          | Невдала м'яка посадка.                                                                            |
|            | Сервеєр-2                              | США                                                | 22.09.1966        | Район кратера Коперник                                     | Невдала м'яка посадка.                                                                            |
|            | Сервеєр-4                              | США                                                | 17.07.1967        | 0,45° пн. ш., 1,39° зх. д. Затока Центральна (Sinus Medii) | Невдала м'яка посадка.                                                                            |
|            | Луна-18                                | СРСР                                               | 11.09.1971        | 3,57° пн. ш., 56,5° сх. д. Море Достатку                   | Невдала м'яка посадка.                                                                            |
|            | Hiten                                  | Японія                                             | 10.04.1993        | 34,3° пд. ш., 55,6° сх. д.                                 | Перший японський штучний супутник Місяця. Кероване падіння на Місяць.                             |
|            | Lunar Prospector                       | США                                                | 31.07.1999        | 87,7° пд. ш., 42,1° сх. д.                                 | Кероване падіння в кратер на південному полюсі Місяця.                                            |
|            | Смарт-1                                | Європейський Союз (Європейське космічне агентство) | 03.09.2006        | 34,24° пд. ш., 46,12° зх. д. Озеро Переваги                | Кероване падіння на Місяць.                                                                       |
|            | Місячний ударний зонд АМС «Чандраян-1» | Індія                                              | 14.11.2008        | 89,9° пд. ш., 0,0° сх. д. Кратер Шеклтона                  | Жорстка посадка для вивчення викидів місячної породи.                                             |
|            | Чан'е-1                                | КНР                                                | 01.03.2009        | 1,5° пд. ш., 52,36° сх. д. Море Достатку                   | Кероване падіння на Місяць.                                                                       |

## Список м'яких посадок
М'які посадки на Місяць здійснювалися з метою панорамного фотографування; проведення експериментів на поверхні; вилучення, аналізу, відправки на Землю місячного ґрунту; для доставки пересувних автоматичних апаратів (місяцеходів). Не включені м'які посадки, пов'язані з доставкою на Місяць людини.
| Зображення | Найменування | Країна | Дата примісячення | Місце примісячення                                                           | Опис місії |
| ---------- | ------------ | ------ | ----------------- | ---------------------------------------------------------------------------- | --- |
|            | Луна-9       | СРСР   | 03.02.1966        | 7,13° пн. ш., 64,37° зх. д. Океан Бур                                        | Перша в історії м'яка посадка на поверхню Місяця. Панорамне знімання поверхні.                                                                                  |
|            | Сервеєр-1    | США    | 02.06.1966        | 2,45° пд. ш., 43,22° зх. д. Океан Бур                                        | Панорамне знімання поверхні, вивчення рельєфу і умов на поверхні Місяця.                                                                                        |
|            | Луна-13      | СРСР   | 24.12.1966        | 18,87° пн. ш., 63,05° зх. д. Океан Бур                                       | Знімання поверхні, дослідження місячного ґрунту. |
|            | Сервеєр-3    | США    | 20.04.1967        | 2,99° пд. ш., 23,34° зх. д. Океан Бур                                        | Знімання поверхні, дослідження місячного ґрунту. |
|            | Сервеєр-5    | США    | 11.09.1967        | 1,42° пн. ш., 23,2° сх. д. Море Спокою                                       | Знімання поверхні, дослідження місячного ґрунту. |
|            | Сервеєр-6    | США    | 10.11.1967        | 0,53° пн. ш., 1,4° зх. д. Затока Центральна                                  | Знімання поверхні, дослідження місячного ґрунту. Апарат уперше злетів з поверхні Місяця по команді оператора із Землі для переміщення на нову точку досліджень. |
|            | Сервеєр-7    | США    | 10.01.1968        | 40,86° пд. ш., 11,47° зх. д. Кратер Тихо                                     | Знімання поверхні, дослідження місячного ґрунту. Телекамера апарата фіксувала лазерні промені, відправлені із Землі.                                            |
|            | Луна-16      | СРСР   | 20.09.1970        | 0,68° пд. ш., 56,3° сх. д. Море Достатку                                     | Доставка на Землю зразків місячного ґрунту. |
|            | Луна-17      | СРСР   | 17.10.1970        | 38,28° пн. ш., 35,0° зх. д. Море Дощів                                       | Доставка на Місяць самохідного апарата «Луноход-1». |
|            | Луна-20      | СРСР   | 21.02.1972        | 3,53° пн. ш., 56,55° сх. д.                                                  | Доставка на Землю зразків місячного ґрунту. |
|            | Луна-21      | СРСР   | 15.01.1973        | 25,85° пн. ш., 30,45° сх. д. Кратер Ле-Моньє                                 | Доставка на Місяць самохідного апарата «Луноход-2». |
|            | Луна-23      | СРСР   | 06.11.1974        | 13° пн. ш., 62° сх. д.                                                       | Доставка на Землю зразків місячного ґрунту. Програма не виконана.                                                                                               |
| Копія      | Луна-24      | СРСР   | 18.08.1976        | 12,75° пн. ш., 62,2° сх. д. Море Криз                                        | Доставка на Землю зразків місячного ґрунту. |
|            | Чан'е-3      | КНР    | 14.01.2013        | 44.1° пн. ш., 31,05° зх. д. Затока Веселки                                   | Доставляння на Місяць самохідного апарата «Юйту». |
|            | Чан'е-5      | КНР    | 01.12.2020        | 43° пн. ш., 51,1° зх. д. Океан Бур поблизу Гори Рюмкера                      | Забір та доставляння взірців ґрунтів Місяця на Землю. |
|            | SLIM         | Японія | 19.01.2024        | 13,3° пд. ш., 25,2° сх. д. У Кратер Кирилуса[уточнити термін] поруч із Шиолі | Успішна посадка на поверхню Місяця розумного посадкового апарата для дослідження супутника Землі.                                                               |
|            | IM-1         | США    | 22.02.2024        | кратер Малаперт                                                              | Перша в історії успішна посадка на поверхню Місяця приватного космічного апарата.                                                                               |

## Список пілотованих посадок
Станом на 17 липня 2019 року, єдиною країною, яка доставила людину на Місяць, є США. У рамках програми «Аполлон» м'яку посадку здійснили шість місячних модулів.
| Зображення | Найменування | Країна | Дата примісячення | Місце примісячення                                       | Опис місії |
| ---------- | ------------ | ------ | ----------------- | -------------------------------------------------------- | --- |
|            | Орел         | США    | 20.07.1969        | 0° 40' 26,69" пн. ш. 23° 28' 22,69" сх. д. Море Спокою   | Перша людина на Місяці. Місячний модуль корабля «Аполлон-11».                                                                            |
|            | Інтрепід     | США    | 19.11.1969        | 2,99° пд. ш., 23,34° зх. д. Океан Бур                    | Місячний модуль корабля «Аполлон-12». Екіпаж обстежив апарат «Сервеєр-3», демонтував деякі його деталі і доставив для вивчення на Землю. |
|            | Антарес      | США    | 05.02.1971        | 3° 38' 43,08" пд. ш., 17° 28' 16,90" зх. д. (Fra Mauro)  | Місячний модуль корабля «Аполлон-14». |
|            | Фалкон       | США    | 29.07.1971        | 1,51° пд. ш., 17,48° зх. д. (Fra Mauro)                  | Місячний модуль корабля «Аполлон-15». |
|            | Оріон        | США    | 20.04.1972        | 8° 58' 22,84" пд. ш., 15° 30' 0,68" сх. д.               | Місячний модуль корабля «Аполлон-16». |
|            | Челленджер   | США    | 11.12.1972        | 20° 11' 26,88" пн. ш. 30° 46' 18,05" сх. д. Тавр-Літтров | Місячний модуль корабля «Аполлон-17». |